# JBLプレスーパーリーグ
JBLプレスーパーリーグは、2000年から2001年にかけて開催されたバスケットボール日本リーグ（JBL）1部リーグである。翌シーズンよりスーパーリーグに移行するに当たって行われた。

## 参加チーム
- 日立サンロッカーズ
- ボッシュブルーウィンズ
- 東芝レッドサンダース
- トヨタ自動車アルバルク
- いすゞ自動車ギガキャッツ
- アイシン精機アイシンシーホース
- 三菱電機メルコドルフィンズ
- 松下電器パナソニックスーパーカンガルーズ

## 結果

### レギュラーシーズン順位
| 順位 | チーム名                                 | 成績     | 勝率 |
| ---- | ---------------------------------------- | -------- | ---- |
| 1    | 東芝ブレイブサンダース                   | 14勝7敗  | .667 |
| 2    | いすゞ自動車ギガキャッツ                 | 14勝7敗  | .667 |
| 3    | アイシン精機アイシンシーホース           | 13勝8敗  | .619 |
| 4    | トヨタ自動車アルバルク                   | 11勝10敗 | .524 |
| 5    | ボッシュブルーウィンズ                   | 10勝11敗 | .909 |
| 6    | 三菱電機メルコドルフィンズ               | 10勝11敗 | .909 |
| 7    | 日立サンロッカーズ                       | 6勝15敗  | .286 |
| 8    | 松下電器パナソニックスーパーカンガルーズ | 6勝15敗  | .286 |

### プレーオフ
セミファイナル
| 戦 | 勝者                                     | スコア | 敗者                                   |
| -- | ---------------------------------------- | ------ | -------------------------------------- |
| 1  | いすゞ自動車ギガキャッツ レギュラー・2位 | 86-76  | アイシン精機アイシンシーホース 同・3位 |
| 2  | いすゞ自動車ギガキャッツ レギュラー・2位 | 86-78  | アイシン精機アイシンシーホース 同・3位 |
| 1  | トヨタ自動車アルバルク 同・4位           | 64-71  | 東芝ブレイブサンダース 同・1位         |
| 2  | トヨタ自動車アルバルク 同・4位           | 76-67  | 東芝ブレイブサンダース 同・1位         |
| 3  | トヨタ自動車アルバルク 同・4位           | 80-72  | 東芝ブレイブサンダース 同・1位         |

ファイナル
| 戦 | 優勝                     | スコア | 準優勝                 |
| -- | ------------------------ | ------ | ---------------------- |
| 1  | いすゞ自動車ギガキャッツ | 93-79  | トヨタ自動車アルバルク |
| 2  | いすゞ自動車ギガキャッツ | 81-94  | トヨタ自動車アルバルク |
| 3  | いすゞ自動車ギガキャッツ | 72-69  | トヨタ自動車アルバルク |

### 最終順位
| 順位 | チーム名                                 |
| ---- | ---------------------------------------- |
| 1    | いすゞ自動車ギガキャッツ                 |
| 2    | トヨタ自動車アルバルク                   |
| 3    | 東芝レッドサンダース                     |
| 4    | アイシン精機アイシンシーホース           |
| 5    | ボッシュブルーウィンズ                   |
| 6    | 三菱電機メルコドルフィンズ               |
| 7    | 日立サンロッカーズ                       |
| 8    | 松下電器パナソニックスーパーカンガルーズ |

## JBLアウォード
MVP
- 佐古賢一（いすゞ自動車）

コーチ・オブ・ザ・イヤー
- 小浜元孝（いすゞ自動車）

ルーキー・オブ・ザ・イヤー
- 大野篤史（三菱電機）

ベスト5
- PG 佐古賢一（いすゞ自動車）
- SG 後藤正規（アイシン精機）
- SF 折茂武彦（トヨタ自動車）
- PF ルシアス・デービス（いすゞ自動車）
- C ブライアン・ヘンドリック（トヨタ自動車）

ベストサポーターズ・オブ・ザ・イヤー
- 東芝